# Dikbeknon
De dikbeknon (Lonchura grandis) is een zangvogel uit de familie van de prachtvinken (Estrildidae).

## Verspreiding en leefgebied
Deze soort is endemisch in Nieuw-Guinea en telt 4 ondersoorten:
- Lonchura grandis heurni: noordwestelijk New Guinea.
- Lonchura grandis destructa: het noordelijke deel van Centraal-New Guinea.
- Lonchura grandis ernesti: noordoostelijk New Guinea.
- Lonchura grandis grandis: zuidoostelijk New Guinea.